# Яснополянский сельсовет (Курганская область)
Яснополя́нский сельсове́т —  упразднённые административно-территориальная единица и муниципальное образование со статусом сельского поселения в Далматовском районе Курганской области Российской Федерации.
Административный центр — село Ясная Поляна.

## История
В соответствии с Законом Курганской области от 6 июля 2004 года № 419 сельсовет наделён статусом сельского поселения.
Законом Курганской области от 31 октября 2018 года N 133, Яснополянский сельсовет был упразднён, а его территории с 17 ноября 2018 года включена в состав Песчано-Колединского сельсовета.

## Население
| 1989 | 2002 | 2010 | 2012 | 2013 | 2014 | 2015 |
| ---- | ---- | ---- | ---- | ---- | ---- | ---- |
| 530  | ↘480 | ↘343 | ↘329 | →329 | ↘328 | ↘321 |
| 2016 | 2017 | 2018 | 2019 |      |      |      |
| ↘305 | ↘289 | ↘280 | ↘274 |      |      |      |

## Состав сельского поселения
| № | Населённый пункт | Тип населённого пункта       | Население |
| - | ---------------- | ---------------------------- | --------- |
| 1 | Ясная Поляна     | село, административный центр | ↘274      |